# Раскрытие информации
Обязательное раскрытие информации - государственная политика, проводимая для избежания несогласованных стимулов или асимметрии информации между участниками рынка, а также гражданами и государственными органами. Её важное преимущество перед другими способами регулирования рынка заключается в гибкости и невмешательстве в совершенную конкуренцию.
Раскрытие информации не должно мешать, оно, наоборот, должно способствовать, самостоятельному принятию решений. Если ввести определённые грамотные требования по раскрытию информации, то это повысит эффективность функционирования рынка, помогая избежать асимметричной информации с несогласованными стимулами.
Обязательное указание информации обычно используется в тех случаях, когда менее информированные покупатели взаимодействуют с более информированными продавцами и когда стимулы обеих сторон не согласованы. Эти особенности характеризуют такие ситуации, как взаимодействия между покупателем и продавцом автомобилей (продавец обладает более полной информацией о различных характеристиках машины, но именно покупатель заинтересован в том, чтобы водить более надёжную и качественную машину. Также часто возникают особенности взаимодействия между доктором и пациентом.
В дополнение к тем ситуациям, в которых раскрытие информации затрагивает стандартные провалы рынка, созданные асимметричной информацией и несогласованными стимулами, раскрытие используется для того, чтобы защитить покупателей от самих себя. Психология и поведенческая экономика приводят новое логическое объяснение такого регулированию только с точки зрения экономики. Это новое объяснение включает в себя понятие «поведенческие провалы рынка».

## Раскрытие информации на рынке ценных бумаг
Раскры́тие информа́ции (англ. Information disclosure) на рынке ценных бумаг — это система осуществляемых эмитентами мероприятий, направленных на информирование акционеров, государственных органов и других участников рынка ценных бумаг о своем финансово-экономическом положении, предпринимаемых действиях и других сведениях, предусмотренных национальным законодательством и нормативными актами об акционерных обществах, рынке ценных бумаг и эмиссии ценных бумаг.

### Экономический смысл
Акционерные общества по своей экономической природе являются участниками рынка ценных бумаг, уставный капитал которых формируется уже на этапе учреждения общества путём оплаты размещаемых ими ценных бумаг — акций. И хотя акции далеко не всех акционерных обществ являются свободно обращаемыми на публичном рынке ценных бумаг (бирже), сама их правовая природа, порядок отчуждения, предоставляемые ими права таковы, что необходимым условием нормальной деятельности эмитентов и построения ими нормальных взаимоотношений с иными участниками рынка ценных бумаг является их (эмитентов) информационная прозрачность и открытость.
С этой целью в законодательном порядке (и сверх того, в договорном и добровольном порядке) на эмитентов возлагается обязанность регулярно и полно информировать о своей деятельности; при этом порядок и объем сообщаемой информации тем выше, чем активнее вовлечен эмитент в деятельность на фондовом рынке. Наибольшая нагрузка по раскрытию информации лежит на акционерных обществах, осуществивших размещение дополнительного выпуска ценных бумаг на публичном рынке капитала путём проведения открытой подписки и включенных в котировальные списки бирж.

### Способы раскрытия
Раскрытие информации может осуществляться путём:
- Публикации сведений в ленте новостей, сети Интернет, средствах массовой информации
- Направления информации в соответствующие органы государственной власти
- Направления информации в адрес акционеров эмитента, участников рынка ценных бумаг
- Предоставления доступа к сведениям, хранящимся по месту нахождения эмитента или иному адресу.

Конкретные способы раскрытия и состав раскрываемой информации эмитентами определяются национальным законодательством.

## Раскрытие информации об экологическом воздействии предприятия и об условиях труда
Современные стандарты прозрачности крупных компаний, в особенности, публичных, включают в себя не только раскрытие информации об экономических аспектах их деятельности, но и публикацию сведений о воздействии бизнеса этих компаний на окружающую среду и условиях труда их сотрудников.

## Экономическая точка зрения
Экономисты, как правило, вместо того, чтобы взвесить преимущества и издержки, связанные с обязательными правилами раскрытия информации, сосредотачиваются на ситуациях, когда могут возникнуть сбои рынка, которые вызваны либо отсутствием данных, либо несогласованностью стимулов. Производители и потребители имеют разные мотивы: продавцы заинтересованы в том, чтобы получить наибольшую прибыль, изготавливая товары с минимизацией издержек и продавая их как можно дороже; в то время как потребители заинтересованы в получении высококачественных продуктов по низким ценам.

## Ограничения при раскрытии информации

### Недостаточное внимание и осведомлённость
Недостаточное внимание подразумевает, что существуют серьёзные ограничения на объём информации, которым человек может обладать в любой момент времени. С точки зрения экономики,внимание — это ограниченный ресурс, поэтому люди будут принимать рациональные решения о том, куда его направлять. Исследования в психологии, наоборот, утверждают, что люди не знают, чему уделять внимание - какие-то объекты полностью охватывают внимание, в то время как другие остаются незамеченными, даже если они намного важнее.Проблема в том, что именно ограниченное или недостаточное внимание определённым объектам информации в наибольшей степени влияет на эффективность раскрытия информации, поскольку оно становится неэффективным, если раскрытой информации внимание не уделяется.

### Тенденция принимать желаемое за действительное
Тенденция принимать желаемое за действительное свойственна многим людям - это показывают исследования более чем по 400 статьям в области психологии и экономики. Человек старается избегать неприятную информацию, даже если от неё зависит принятие многих жизненно важных решений - например, о лечении в результате наличия или отсутствия какого-либо заболевания. Людям свойственно проявлять излишний оптимизм в отношении собственных рисков, и именно это свойство мешает эффективности раскрытия информации, и, как следствие, правильному принятию решений. Чем меньше мы хотим получить некий исход, тем менее вероятным он кажется. В некоторых случаях отсутствие нежелательной информации вовсе приравнивается к её отсутствию.

### Предвзятые суждения
С точки зрения экономики, человек рационален и не имеет предвзятостей. Психологические исследования показывают, что зачастую вместо того, чтобы трезво оценить ситуацию, взвесив все «за» и «против», мы искажаем реальную картину из-за собственной предвзятости. Проблема заключается в том, что мы что мы подбираем факты под уже имеющуюся у нас идею, а не наоборот. Если человек уже имеет некое предвзятое суждение насчёт товара или услуги, то он будет игнорировать истинное раскрытие или считать его ложным.

### Моральное лицензирование
В результате психологических экспериментов было установлено, что люди склонны давать беспристрастные и честные советы, даже если они не имеют с этого выгоду. Принудительное раскрытие информации может подрывать эту мотивацию. Такой эффект получил название моральное лицензирование.
Моральное лицензирование - это явление, при котором человек, исходя из собственных убеждений, давал непредвзятые советы во благо другого, однако решил, что достаточно побыл хорошим, и что раз существует обязательное раскрытие информации, то у него нет мотивации действовать честно.

## Способы улучшения принудительного раскрытия информации
Для достижения понимания между сторонами необходимы правильные и корректные действия обеих сторон договора: компании и клиента.
Для более быстрого продвижения сделок компании необходимо составить полный, точный, честный, написанный понятным языком договор. Но этого будет недостаточно, ведь если клиент не будет вникать и разбираться в предмете договора, то у него будут возникать лишние вопросы, которые будут тормозить процесс. Именно поэтому так важно корректное прочтение и осознание договора потребителем, вследствие чего система будет работать на две стороны. Таким образом, упрощение договора положительно влияет на характер сделки. Но важно понимать, что это не всегда удаётся, так как фирме нужно обезопасить себя от возможной ответственности, которая может возникнуть в течение периода его действия.
Множество исследований показали (Barghava and Manoli, 2013); (Thorne & Egan 2002; Wiel & McMahon 2003), что упрощение договора приводит к увеличению клиентской базы. Результаты говорят нам о том, что людям проще воспринимать не перегруженный текст, который содержит в себе различные символы (смайлики, буквенное представление вместо числового и тд). Но после использования таких приёмов могут возникнуть подводные камни в договорах, что является главной сложностью осуществления данной идеи.
Также важно отметить тот факт, что понимание того, какая информация нужна тому или иному клиенту делает компанию на голову выше конкурентов, не обладающих такой способностью. Исследование (Newell and Siikamaki, 2013) показало, что люди не готовы воспринимать сложную, техническую информацию о товаре, который они готовы купить. Им важно понимать "житейские" характеристики и преимущества. Ведь каждый клиент заботится лишь о своей экономической выгоде, и именно поэтому владение всей важной для него информации, ускоряет процесс принятие решения, что позитивно для обеих сторон договора.
Таким образом, если наша цель упрощение информации, то нужно сделать следующие изменения в рамках обязательного раскрытия информации: нужно выкинуть ненужные пункты из договора и написать
самые важные понятным языком. Более того необходимо уделять больше внимания ключевым вопросам договора для более подробного раскрытия информации. Но существует проблема, которая возникает при изменении информации. Она заключается в реализации, ведь все тексты договоров идут от законодательных органов. А именно они написаны сложным языком, который почти невозможно исправить.

### Стандартизированная и сравнительная информация
Не стоит полагать, что только упрощение информации помогает реализовать и ускорить сделку. Существует ещё множество приёмов, которые также эффективны в деловых отношениях. Как например, людям проще выбрать тот или иной товар или услугу, если они смогут сравнивать его со множеством других, ведь потребитель нацелен на то, чтобы выбрать наилучшую альтернативу из всех возможных. Также огромным плюсом будет сортировка информации, так как тогда потребитель с лёгкостью может выбрать лучший вариант, находящийся в начале ранжированного списка.
Всё это доказывается на некоторых исследованиях, которых, к сожалению, недостаточно, но которые дают общее представление о эффективности того или иного метода, используемого компаниями. Работа (Bertrand & Morse, 2011) показала, что приведение информации о кредитах к более приятному для потребителя виду повышает эффективность передачи информации и ускоряет время принятия решения кредитора о сумме и условиях займа. Тогда как следующее исследование (Luca and Smith, 2013) оценила важность сортировки данных. Люди чаще обращались к данным по университетам, когда учебные заведения были отсортированы по определённому правилу, которое опиралось на рейтинги по различным параметрам. Это говорит нам о том, что люди, которые ищут информацию не заинтересованы в том, чтобы потратить свои силы на самостоятельное распределение университетов по рангу, даже если она представлена в сравнительной форме, так как им важен именно общий и конечный результат, полученный после всех операций.

### Социальное сравнение
Вспомним один интересный факт из истории журнала Forbes: Медиамагнат Тед Тернер (крупнейший акционер компании Time Warner) однажды пожаловался на то, что журнал Forbes публикует список самых богатых американцев, которые в то же время не являются самыми щедрыми. Он считал, что богатые люди не нужны обществу, если они не будут помогать другим людям. Ведь если человек имеет большие средства, то в нём просыпается азарт, и теперь его основная цель подняться как можно выше в рейтинге журнала, что влияет на их благотворительную деятельность. Это было упущение, которое позже было исправлено. После изменения оценки состояния и правил распределения мест в рейтинг Forbes произошли интересные изменения. Данный факт сильно повлиял на дальнейшую щедрость миллиардеров, так как теперь для достижения более высокой строчки в рейтинге мало быть просто богатым, нужно также активное занятие благотворительной деятельностью. Этот интересный факт показывает, что такая социальная конкуренция может способствовать щедрости, ведь желание быть выше осталось, но вот пути для достижения этой вершины стали совершенно другие. Таким образом можно сделать вывод, что социально-сравнительная информация может работать по разным каналам. Помимо игры на естественное желание человека быть выше среднего, как говорилось ранее, почти на всё, что можно измерить, социальное сравнительная информация может потенциально установить «социальные нормы», которые часто преобразуются в «правовые».
В доказательство данного факта приведём исследование компании OPOWER в штате Виргиния, которое показало изменение в потреблении электроэнергии домохозяйств, которые получали информацию о потреблении того же электричества аналогичными потребителями. Вдобавок им была вручена памятка о том, как можно уменьшить расход энергии и какой стратегии стоит придерживаться для достижения данной цели. После осознания информации о том, что они потребляют намного больше электроэнергии, чем их соседи, домохозяйства меняли своё поведение, что отрицательно влияло на количество потребляемой энергии.
Но стоит понимать, что в данном случае нельзя утверждать, что причина уменьшения потребления лежит на предоставлении сравнительной социальной информации, поскольку данная программа объединяет данную информацию с советами. И нельзя исключать тот факт, что люди снижают потребление из-за большей осведомлённости о электроэнергии. Но также во многих исследованиях не было обнаружено влияния социального сравнения ( так например в нашем предыдущем исследовании (Barghava and Manoli, 2013). Было установлено, что общественные рейтинги корпораций и других учреждений влияют на их поведение. В одном документе рассматривается влияние на поведение фирмы (выделение токсичных химические вещества, как сообщается в Индексе токсичных выбросов Агентства по охране окружающей среды США) внезапно включённых в число фирм, чья относительная производительность была публично представлена. Исследователи обнаружили, что фирмы, которые изначально оценивались плохо по данному показателю, впоследствии улучшили свою производительность по сравнению с фирмами, которые никогда не оценивались и не оценивались благоприятно. Другие исследования той же программы также обнаруживают значительные эффекты, которые они приписывают к страху быть внесённым «экологический чёрный список» (Fung & O'Rourke, 2000; Hamilton, 2005; Konar & Cohen, 1997).
Социальная сопоставительная информация также, похоже, сыграла определённую роль в позитивном прогрессе направленных на снижение определённых типов конфликтов интересов в академических медицинских центрах (связанные с подарками врачам фармацевтических компаний и производителей лекарств). Знание того, что частенько производители лекарств договариваются со врачами, чтобы те, выписывали пациентам препарат, который производит обратившаяся компания, было основополагающим фактором проведения реформ. Американская медицинская студенческая ассоциация PharmFree Scorecards (которая оценивает политику COI в американских академических медицинских центрах; см. www.amsascorecard.org), похоже, успешно провели политику направленную на снижение количества таких "конфликтов" в области медицины. Они предложили обязательное раскрытие маркетинговых расходов на отпускаемые по рецепту лекарства в округе Колумбия, что вызвало тенденцию к снижению маркетинговых расходов фармацевтических
компаний, в том числе на подарки врачам с 2007 по 2010 год. Также они объявили имена и суммы, полученные от фармакологической промышленности, восьмью ведущими врачами в 2009 году, что привело к значительному падению "взяток", полученных этой группой в следующем году, по сравнению группой, чьи имена и объёмы "взяток" от промышленности не были раскрыты (The George Вашингтонская школа общественного здравоохранения и медицинских услуг, 2012 год).
Хотя эти и многие другие примеры указывают на то, что «регулирование путём стыда» может положительно влиять на повышение эффективности работы фирм и других организаций (Грэм, 2000), важно отметить, что в некоторых ситуациях он может создавать порочные эффекты. Как например, рейтинги школ средствами массовой информации могут создавать своего рода самоподкрепляющуюся динамику, благодаря которой низкие рейтинги приводят к высыханию ресурсов и снижению качества студентов, что приводит к невозможности исправления текущих проблем у школ, выявленных их ранжированием (Espeland & Sauder, 2007).
Более того, информация о социальном сопоставлении не всегда приводит к желанию улучшить что-либо, по крайней мере, по предполагаемому размеру. В случае компании OPOWER, обеспечивающую социальную сравнительную информацию, получалось, что всё приводит к общему среднему снижению потребления электроэнергии, тогда как в некоторых исследованиях были зафиксированы так называемые «эффекты бумеранга», в ходе которых участники обнаружили, что они потребляют меньше среднего, что впоследствии приводило к увеличению потребления. (Schultz et al., 2007; см. также Costa & Kahn, 2013)

### Яркость представления информации
Ярко представленная информация оказывает большее влияние, чем сухая, статистическая (см., например, Nisbett & Ross, 1980). Данных факт хорошо подкрепляется темой курения. Многие исследования на тему курения показывают, что предупреждения, которые объединяют и картинку более эффективны, чем текст в одиночку. Это обуславливается более активным снижением спроса на сигареты - возможно, причина кроется в появлении сильных эмоций после просмотра предупреждения, а возможно, после повышения осведомлённости о рисках. (См. Borland et al., 2009; Hammond et al., 2006; O'Hegarty и др., 2006; Thrasher et al., 2011). В данном контексте соответствующие изображения могут быть ужасны или шокирующие, например изображения больных органов. Эти изображения оказывают большее влияние на курильщиков, чем слова, предполагающие более абстрактную болезнь, вызванную курением (Sobani et al, 2010). Однако, существует некоторая опасность того, что использование графических предупреждений может иметь неприятные последствия; потребители могут отвлечь своё внимание от ужасных снимков и, таким образом, изолировать себя от предупреждающей информации.